# Калали
Калали или Каљали (рус. Калалы, Калялы) река је која протиче североисточним делом Краснодарское покрајине (Белоглински и Кавкаски рејон) и северозападним делом Савропољске покрајине, на југозападу Руске Федерације. Лева је притока реке Јегорлик у коју се улива на њеном 170. километру, и део басена реке Дон и Азовског мора. 
Укупна дужина њеног тока је 111 km, а површина басена 2.060 km². Најважније притоке су Расшеватка (74 km) са десне и Татарка (31 km) са леве стране. 